# 甲南町杉谷

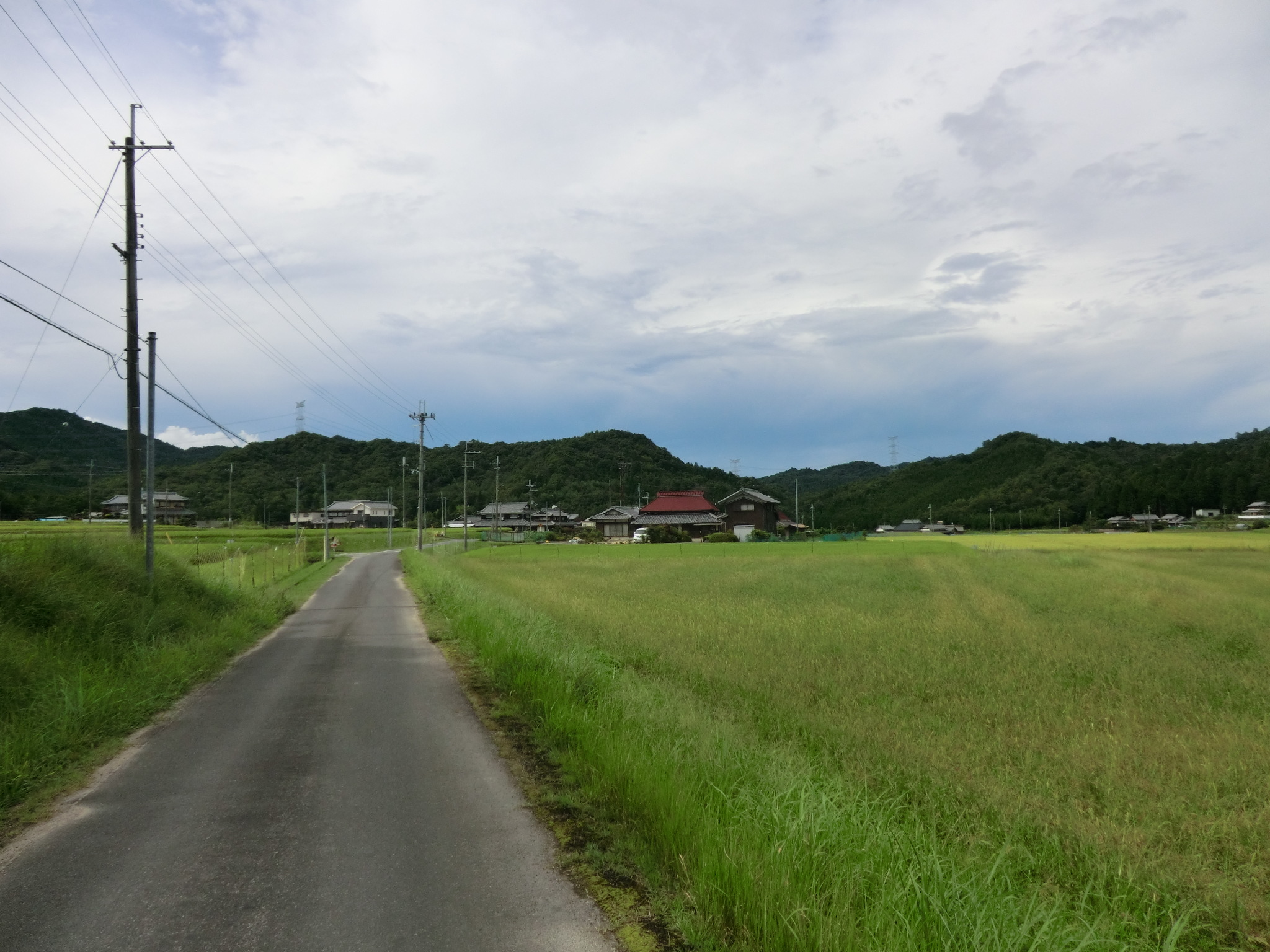
杉谷新田

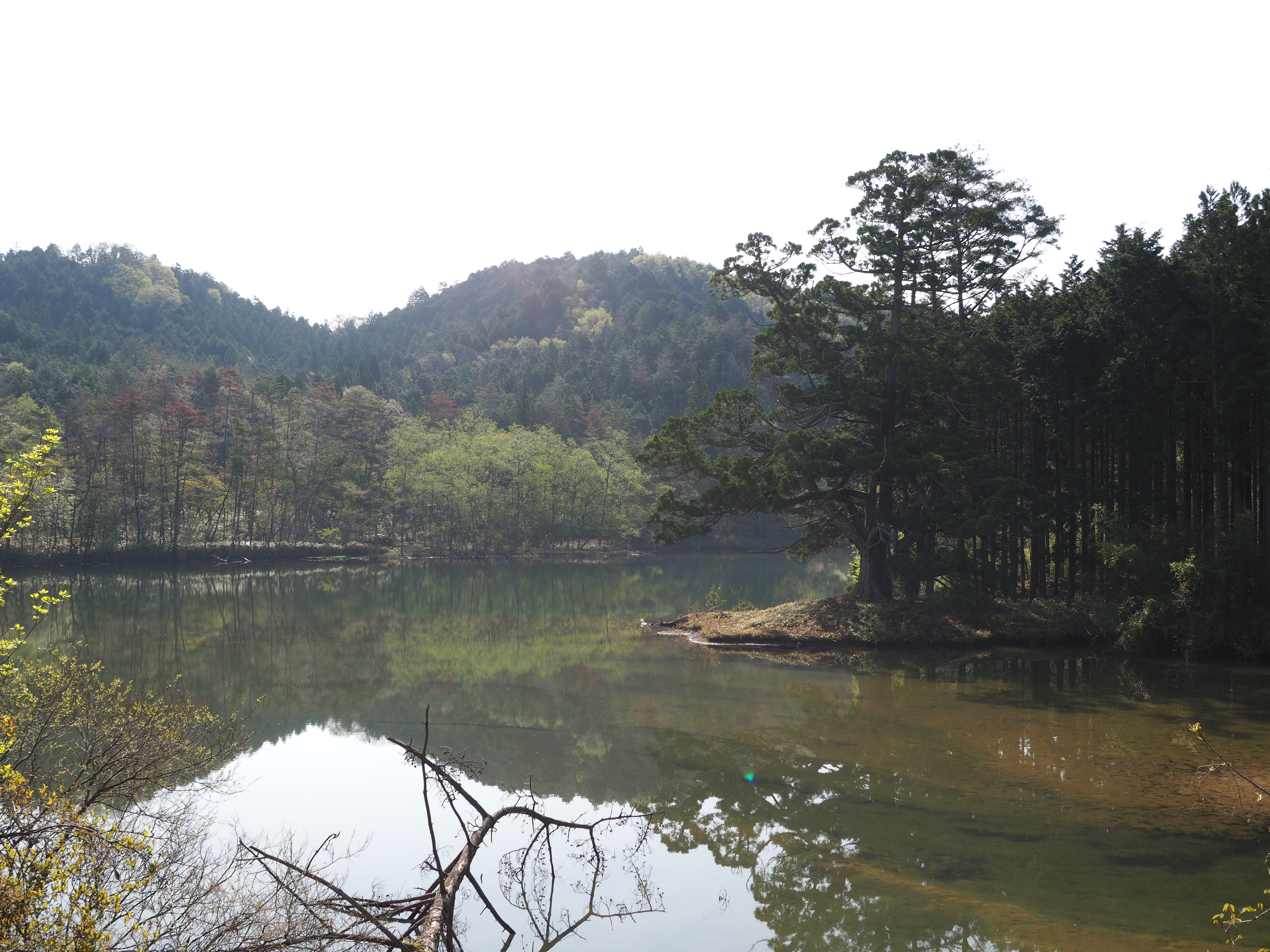
岩尾の一本杉

甲南町杉谷（こうなんちょうすぎたに）は、滋賀県甲賀市にある地名。

## 地理
甲賀市甲南町の西部に位置し、東は甲南町新治・甲南町磯尾、南は三重県伊賀市槇山、西は信楽町牧、北は甲南町市原・甲南町塩野に接する。杉谷川が北に流れ、杣川と合流する。南北に滋賀県道132号甲南阿山線が通じるほか、北東端を滋賀県道4号草津伊賀線が通じる。その他、滋賀県道49号甲南阿山伊賀線、滋賀県道337号柑子塩野線が通り、新名神高速道路の甲南パーキングエリアが設置されている。

## 歴史
古墳時代後期には横穴式石室を持つ杉谷古墳が築かれる。奈良時代に甲賀杣の中心地域であったと推測され、甲賀山作所、正福寺の前身寺院が存在した可能性がある。
中世は池原杣荘、南北朝時代以降は望月氏が台頭し、奉公衆として活躍した。1470年（文明2年）には望月弥次郎が「甲賀郡杣荘内竜法師並野田深川」を守護の六角高頼からあてがわれ、甲南町域の西部を支配した。同氏は六角義賢・六角義治父子との関係を強め、1570年（元亀元年）の野洲合戦で六角氏が敗北するまで、六角氏の拠点となったと考えられている。甲賀郡志では、織田信長を千種街道で鉄砲で狙撃した杉谷善住坊を当地の望月氏の出身と記している。1585年の甲賀ゆれと水口岡山城築城によりその支配下に入ったと考えられるが、1592年の時点では1337石余りが豊臣氏の蔵入地（直轄地）となっている。1600年から幕府領となった。
杉谷新田は享保年間に字小野を杣中村の人々が開拓し移住した。1873年に杉谷村と合併。

## 世帯数と人口
2019年（令和元年）9月30日現在の世帯数と人口は以下の通りである。
| 町丁       | 世帯数  | 人口  |
| ---------- | ------- | ----- |
| 甲南町杉谷 | 224世帯 | 645人 |

## 学区
市立小・中学校に通う場合、学区は以下の通りとなる。
| 番・番地等 | 小学校                 | 中学校             |
| ---------- | ---------------------- | ------------------ |
| 全域       | 甲賀市立甲南第二小学校 | 甲賀市立甲南中学校 |

## 交通
- 新名神高速道路甲南パーキングエリア
- 滋賀県道4号草津伊賀線
- 滋賀県道49号甲南阿山伊賀線
- 滋賀県道337号柑子塩野線

## 施設
- 甲賀市立甲南第二小学校
- 甲南第二地域市民センター
- 甲賀警察署杉谷警察官駐在所
- 宮野温泉
- 息障寺
- 正福寺
- 五十鈴神社

## その他

### 日本郵便
- 郵便番号 : 520-3314[3]（集配局：甲南郵便局[8]）

### 特産品
- 杉谷とうがらし
- 杉谷なすび
- 杉谷うり

### 名所
- 杉谷新田 - 畦道美しい県境の集落として「にほんの里100選」に選出[9]。
- 岩尾の一本杉 - 最澄が訪れた時、食事後に箸を地面に突き刺したものが芽吹き、この杉になったと伝わる[10]。滋賀県の自然記念物に指定。